# Ямковий Іван Олексійович
Іван Олексійович Ямковий (нар. 3 березня 1943, село Глибочок, тепер Тростянецького району Вінницької області) — український діяч, заступник, 1-й заступник голови Державного комітету України з матеріальних резервів. Народний депутат України 2-го скликання.

## Життєпис
Народився у селянській родині, в селі Глибочок, тепер Вінницької області
У 1962—1963 роках — монтажник-каменяр на будовах міста Вінниці. У 1963 році закінчив Вінницький будівельний технікум.
У 1963—1967 роках — майстер, інженер, старший інженер житлово-комунальних організацій міста Києва.
У 1967—1977 роках — старший інженер, начальник відділу капітального будівництва Республіканського об'єднання з газопостачання і газифікації «Укргаз» Міністерства житлово-комунального господарства Української РСР. Член КПРС.
У 1969 році закінчив Київський інженерно-будівельний інститут, інженер-будівельник.
У 1977—1980 роках — головний інженер тресту «Укркомунбуркомплектація».
З 1980 року — заступник начальника Головного управління Держпостачу Української РСР.
До 1991 року — заступник начальника відділу економіки житлово-комунального господарства, начальник відділу державного резерву Держплану Української РСР.
У травні 1992 — жовтні 1995 року — заступник голови, у жовтні 1995 — жовтні 1996 року — 1-й заступник голови Державного комітету України з матеріальних резервів.
Народний депутат України 2-го демократичного скликання з .07.1994 (2-й тур) до .04.1998, Тростянецький виборчий округ № 60, Вінницька область. Член Комітету з питань бюджету. Член МДГ.
У 1998—2000 роках — 1-й заступник генерального директора Української корпорації «Укрнафтопродукт».
У 2000—2001 роках — начальник Головного управління місцевих, ресурсних, рентних і неподаткових платежів Державної податкової адміністрації України.
У січні 2001 — 2002 році — генеральний директор Торгового дому «Газ України» НАК «Нафтогаз України». 